# Pośrednia Kopka

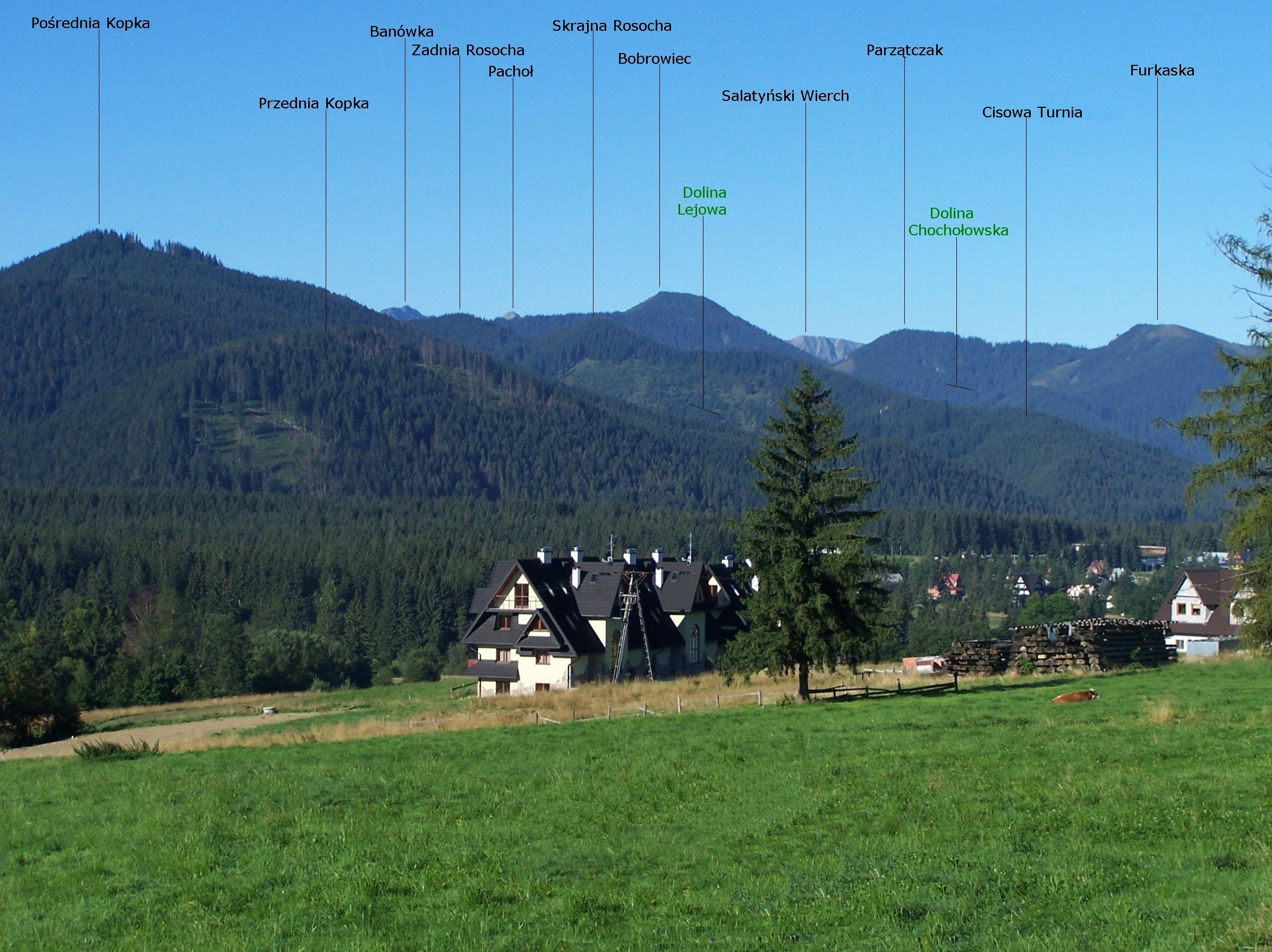
Gipfel von der Gubałówka

Die Pośrednia Kopka ist ein Berg in der polnischen Westtatra mit 1305 Metern Höhe. Sie liegt auf dem Gemeindegebiet von Kościelisko.

## Lage und Umgebung
Die Pośrednia Kopka liegt in der polnischen Tatra im Kościeliskie Kopki, zwischen den Tälern Dolina Lejowa und Dolina Kościeliska.

## Tourismus
Auf den Gipfel führen keine markierten Wanderwege. Der Gipfel ist jedoch von den umliegenden Tälern gut einsehbar.
Als Ausgangspunkt für eine Besteigung der Wanderwege um den Gipfel eignen sich die Ornak-Hütte und die Chochołowska-Hütte.

## Belege
- Zofia Radwańska-Paryska, Witold Henryk Paryski, Wielka encyklopedia tatrzańska, Poronin, Wyd. Górskie, 2004, ISBN 83-7104-009-1.
- Tatry Wysokie słowackie i polskie. Mapa turystyczna 1:25.000, Warszawa, 2005/06, Polkart, ISBN 83-87873-26-8.

## Panorama

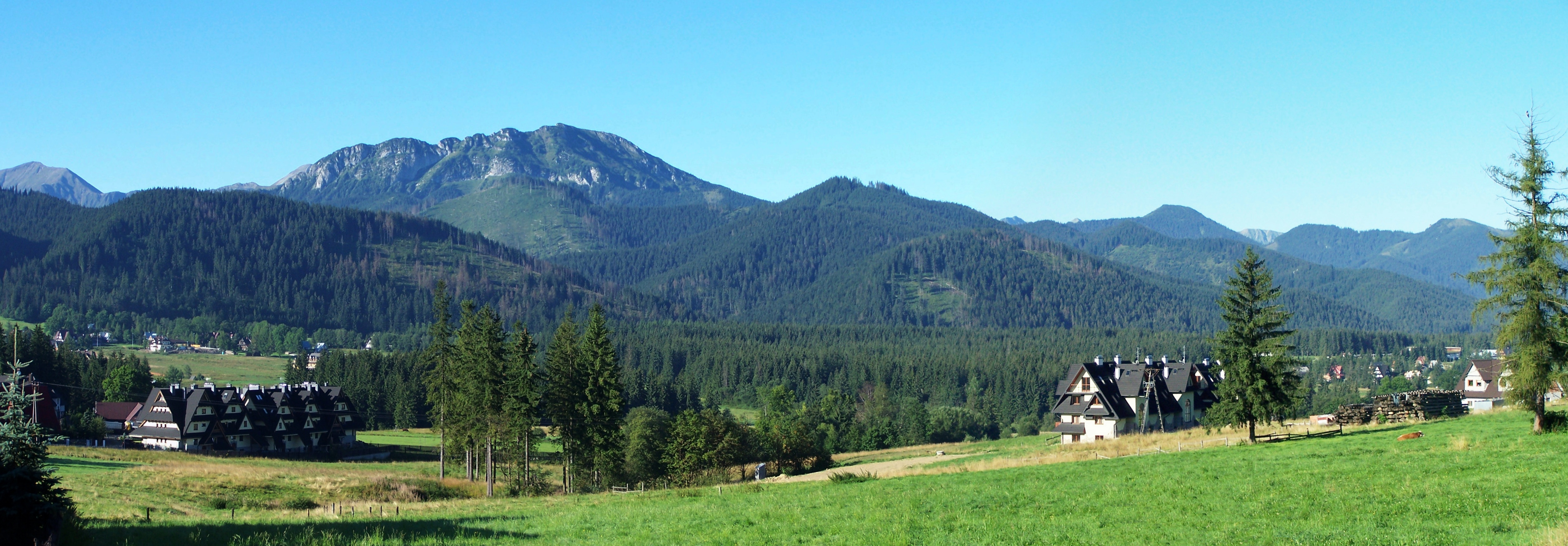
Blick von der Gubałówka